# 胡保生
胡保生（1930年9月—2021年4月23日），男，江苏无锡人，中国系统工程学家，西安交通大学教授，西安交通大学系统工程研究所荣誉所长，曾任中国自动化学会常务理事。

## 生平
胡保生1930年9月出生。1951年毕业于上海大同大学电机系，后任教于交通大学电机系。1958年随校西迁，历任西安交通大学信息与控制工程系主任、系统工程研究所所长等职务。
1977年底，胡保生与汪应洛、李人厚共同向教育部建议建立系统工程学科，并在西安交通大学创建了系统工程研究所，是中国首批系统工程研究所，率先在中国开展系统工程研究。

## 社会兼职
曾任中国自动化学会常务理事、国家科委自动控制学科组副组长、全国高校工科自动控制专业教材编审组组长。